# 南岭紫茎
南岭紫茎（学名：Stewartia nanlingensis），为山茶科紫茎属下的一个种。

## 扩展阅读
維基物種上的相關：南岭紫茎